# 赫拉號
赫拉號（Hera）由歐洲太空總署為太空安全計畫所開發的太空船。主要任務目標是研究四年前被美國太空總署雙小行星重定向測試（DART）太空船撞擊的雙小行星系統雙生星，並幫助驗證使近地小行星偏離與地球碰撞的動能撞擊方法。赫拉號將測量撞擊坑的大小和形狀及人造拋射體撞擊小行星時傳遞的動量，從而測量撞擊產生的偏轉效率。赫拉號還將分析撞擊造成的不斷擴大的碎片雲。
赫拉號旨在全面研究雙小行星系統的組成和物理特性，包括首次揭示地下和內部結構。赫拉號還將進行太陽系小天體附近運行及行星際空間部署和與立方體衛星通訊相關的技術演示。赫拉號質量為1,128公斤（2,487磅），搭載攝影機、高度計和光譜儀等有效載荷。赫拉號搭載兩顆小型立方體衛星，分別名為米拉尼號及朱文塔斯號。
赫拉號於2024年10月7日搭載SpaceX獵鷹9號運載火箭發射，將在撞擊四年後研究雙小行星重定向測試撞擊器的結果。雙小行星重定向測試於2022年9月27日撞擊了小行星雙衛一，它是雙小行星雙生星中較小的一個。先前用於SpaceX載人1號任務的B1061運載火箭在此次飛行中耗盡。

## 外部連結
- Hera mission by Côte d'Azur Observatory
- Hera mission by European Space Agency
- Hera and Planetary Defense, COSPAR 2021, P. Michel, 4 February 2021.
- Science return of Hera, COSPAR 2021, P. Michel, 2 February 2021.
- Youtube channel of the NEO-MAPP project.
- The Planetary Science Journal, volume 3, number 7, 2022, July, 15th.